# Bertha Townsend
Pour les articles homonymes, voir Townsend.
Bertha « Birdie » Louise Townsend Toulmin (7 mars 1869, Philadelphie – 12 mai 1909, Haverford) est une joueuse de tennis américaine de la fin du XIXe siècle.
Elle est la première à s'être imposée deux fois successivement en simple dames à l'US Women's National Championship, en 1888 et 1889.
Elle est membre du International Tennis Hall of Fame depuis 1974.

## Palmarès (partiel)

### Titres en simple dames
| No | Date       | Nom et lieu du tournoi                  | Catégorie | Surface      | Finaliste     | Score    |          |
| -- | ---------- | --------------------------------------- | --------- | ------------ | ------------- | -------- | -------- |
| 1  | 11/06/1888 | US National Championships, Philadelphie | G. Chelem | Gazon (ext.) | Ellen Hansell | 6-3, 6-5 | Parcours |
| 2  | 11/06/1889 | US National Championships, Philadelphie | G. Chelem | Gazon (ext.) | Lida Voorhees | 7-5, 6-2 | Parcours |

### Finale en simple dames
| No | Date       | Nom et lieu du tournoi                  | Catégorie | Surface      | Vainqueure      | Score    |          |
| -- | ---------- | --------------------------------------- | --------- | ------------ | --------------- | -------- | -------- |
| 1  | 10/06/1890 | US National Championships, Philadelphie | G. Chelem | Gazon (ext.) | Ellen Roosevelt | 6-2, 6-2 | Parcours |

### Titre en double dames
| No | Date       | Nom et lieu du tournoi                 | Catégorie | Surface      | Partenaire         | Finalistes                 | Score    |          |
| -- | ---------- | -------------------------------------- | --------- | ------------ | ------------------ | -------------------------- | -------- | -------- |
| 1  | 11/06/1889 | US National Championships Philadelphie | G. Chelem | Gazon (ext.) | Margarette Ballard | Laura Knight Marian Wright | 6-0, 6-2 | Parcours |

### Finale en double dames
| No | Date       | Nom et lieu du tournoi                 | Catégorie | Surface      | Vainqueures                     | Partenaire         | Score    |          |
| -- | ---------- | -------------------------------------- | --------- | ------------ | ------------------------------- | ------------------ | -------- | -------- |
| 1  | 10/06/1890 | US National Championships Philadelphie | G. Chelem | Gazon (ext.) | Ellen Roosevelt Grace Roosevelt | Margarette Ballard | 6-1, 6-2 | Parcours |

### Finales en double mixte
| No | Date       | Nom et lieu du tournoi                 | Catégorie | Surface      | Vainqueures                | Partenaire | Score              |          |
| -- | ---------- | -------------------------------------- | --------- | ------------ | -------------------------- | ---------- | ------------------ | -------- |
| 1  | 11/06/1889 | US National Championships Philadelphie | G. Chelem | Gazon (ext.) | Grace Roosevelt A. Wright  | C. T. Lee  | 6-1, 6-3, 3-6, 6-3 | Parcours |
| 2  | 10/06/1890 | US National Championships Philadelphie | G. Chelem | Gazon (ext.) | Mabel Cahill Rodmond Beach | C. T. Lee  | 6-2, 3-6, 6-2      | Parcours |

## Parcours en Grand Chelem (partiel)
Si l’expression « Grand Chelem » désigne classiquement les quatre tournois les plus importants de l’histoire du tennis, elle n'est utilisée pour la première fois qu'en 1933, et n'acquiert la plénitude de son sens que peu à peu à partir des années 1950.

### En simple dames
| Année | - | - | - | - | Wimbledon | Wimbledon | US National        | US National     |
| ----- | - | - | - | - | --------- | --------- | ------------------ | --------------- |
| 1888  | - | - | - | - | -         | -         | Ch. R. victoire    | Ellen Hansell   |
| 1889  | - | - | - | - | -         | -         | Ch. R. victoire    | Lida Voorhees   |
| 1890  | - | - | - | - | -         | -         | Ch. R. finale      | Ellen Roosevelt |
| 1893  | - | - | - | - | -         | -         | 1er tour (1/8)     | Miss Underhill  |
| 1894  | - | - | - | - | -         | -         | All comer's finale | Helen Hellwig   |
| 1895  | - | - | - | - | -         | -         | 1/2 finale         | Elisabeth Moore |

À droite du résultat, l’ultime adversaire.

### En double dames
| Année | - | - | - | - | Wimbledon | Wimbledon | US National            | US National                |
| ----- | - | - | - | - | --------- | --------- | ---------------------- | -------------------------- |
| 1889  | - | - | - | - | -         | -         | Victoire M. Ballard    | Laura Knight Marian Wright |
| 1890  | - | - | - | - | -         | -         | Finale M. Ballard      | E. Roosevelt G. Roosevelt  |
| 1895  | - | - | - | - | -         | -         | 1/2 finale E. Bankston | E. Moore Amy Williams      |

Sous le résultat, la partenaire ; à droite, l’ultime équipe adverse.

### En double mixte
| Année | - | - | - | - | Wimbledon | Wimbledon | US National      | US National                |
| ----- | - | - | - | - | --------- | --------- | ---------------- | -------------------------- |
| 1889  | - | - | - | - | -         | -         | Finale C. T. Lee | G. Roosevelt A. Wright     |
| 1890  | - | - | - | - | -         | -         | Finale C. T. Lee | Mabel Cahill Rodmond Beach |

Sous le résultat, le partenaire ; à droite, l’ultime équipe adverse.